# Grabnik (Osada)
Grabnik (Osada), 1945 bis 1999 Karlewo (deutsch Karlewen, 1938 bis 1945 Karlshöfen) ist ein kleiner Ort in der polnischen Woiwodschaft Ermland-Masuren und gehört zur Gmina Stare Juchy (Landgemeinde (Alt) Jucha, 1938 bis 1945 Fließdorf) im Powiat Ełcki (Kreis Lyck).

## Geographische Lage
Der Weiler (polnisch Osada) Grabnik liegt in der östlichen Woiwodschaft Ermland-Masuren im Nordwesten des namensgleichen Dorfes Grabnik (deutsch Grabnick), 15 Kilometer nordwestlich der Kreisstadt Ełk (Lyck).

## Geschichte
Bei dem 1893 Carlowen und bis 1938 Karlewen genannten kleinen Ort handelte es sich ehemals um ein Vorwerk der Gemeinde Grabnick, zu deren Bezirk er als Ortschaft gehörte. Auch war er bis 1945 in das Standesamt Grabnick eingegliedert. Im Volksmund wohl auch „Klein Grabnick“ genannt war der Ort bis 1945 Teil des Kreises Lyck im Regierungsbezirk Gumbinnen (ab 1905: Regierungsbezirk Allenstein) in  der preußischen Provinz Ostpreußen. Im Jahre 1905 wurden in Karlewen, das am 3. Juni (amtlich bestätigt am 16. Juli) 1938 in „Karlshöfen“ umbenannt wurde, 39 Einwohner gezählt.
Mit dem gesamten südlichen Ostpreußen kam der Ort 1945 in Kriegsfolge zu Polen und erhielt die polnische Namensform „Karlewo“, ab 1999 „Grabnik (Osada)“. Heute ist der kleine Ort Sitz eines Schulzenamtes (polnisch Sołectwo) und somit eine Ortschaft im Verbund der Landgemeinde Stare Juchy ((Alt) Jucha, 1938 bis 1945 Fließdorf) im Powiat Ełcki (Kreis Lyck), bis 199 der Woiwodschaft Suwałki, seither der Woiwodschaft Ermland-Masuren zugehörig.

## Religionen
Bis 1945 war Karlewen in die evangelische Kirche Grabnick in der Kirchenprovinz Ostpreußen der Kirche der Altpreußischen Union sowie in die römisch-katholische Kirche Lyck (polnisch Ełk) im Bistum Ermland eingepfarrt.
Heute gehört Osada Grabnik katholischerseits zur Pfarrei Grabnik im Bistum Ełk der Römisch-katholischen Kirche in Polen. Die evangelischen Einwohner orientieren sich zur Kirchengemeinde in Ełk, einer Filialgemeinde der Pfarrei Pisz (deutsch Johannisburg) in der Diözese Masuren der Evangelisch-Augsburgischen Kirche in Polen.

## Verkehr
Osada Grabnik liegt an einer Nebenstraße, die – teilweise nur als Landweg ausgebaut – von Stare Juchy über Liski (Lysken, 1938 bis 1945 Lisken) bis zur Woiwodschaftsstraße 656 unweit von Grabnik (Grabnick) führt. Eine Bahnanbindung besteht nicht.